# Take This to Your Grave
Take This to Your Grave —en español: Lleva esto a tu tumba— es el primer álbum de estudio de la banda de rock estadounidense Fall Out Boy. Es el primer lanzamiento de la banda por el sello Fueled by Ramen, y fue lanzado el 6 de mayo de 2003. El título del álbum está tomado de un verso de la letra de «The Patron Saint of Liars and Fakes» que dice: «Take this to your grave, and I'll take it to mine» en español «Llévate esto a tu tumba y yo lo llevaré a la mía». En Estados Unidos Take This To Your grave ha sido certificado oro el 7 de febrero de 2006 tras vender más de 500 000 copias. El álbum incluye los sencillos «Grand Theft Autumn / Where is Your Boy?», «Saturday», y «Dead On Arrival» con lo que atrajeron su primera base de fanes.
Este álbum fue el primero de esta banda en contener 12 canciones, ya que el primer álbum Fall Out Boy´s Evening Out With Your Girlfriend solo tuvo 9 canciones, este álbum también fue el primero que se grabó junto a Andrew Hurley, debido a que él estuvo tocando en una banda llamada Recetraitor. Con la llegada de Andrew Hurley a Fall Out Boy, el guitarrista T.J. Racine y un baterista solamente conocido como Mike dejaron la banda. Esto también obligó a Patrick Stump a tocar la guitarra y cantar.

## Antecedentes
Pete Wentz y Joe Trohman formaron Fall Out Boy en el año 2001 en Wilmette, Illinois, un suburbio de Chicago. Wentz era una figura visible en la escena hardcore punk de Chicago de finales de la década de los 1990, donde tocó en diversos grupos, incluyendo la banda metalcore Arma Angelus. Wentz estaba insatisfecho con las costumbres de la comunidad, a las cuales vio transicionar del activismo político a tener énfasis en el moshing y breakdowns. Con su continuo desencanto con Arma Angelus, decidió crear un proyecto paralelo de pop punk con Trohman. Trohman conoció a Patrick Stump, baterista de la banda grindcore xgrinding processx, en una tienda de libros de Wilmette. La primera presentación en vivo del grupo fue en la cafetería de DePaul University. Las primeras presentaciones de la banda fueron consideradas como malas, pero Trohman hizo un esfuerzo para hacer funcionar a la banda, insistiendo y yendo a recoger a los miembros para practicar.
Posteriormente, la banda fue a Winsconsin para grabar una maqueta con Jared Logan, baterista de 7 Angels 7 Plagues. El dueño de Uprising Records, Sean Muttaqi quería publicar la mitad de esas grabaciones como un split EP junto a la banda Project Rocket, donde tocaba Andy Hurley, grupo al cual Fall out Boy veía como competencia. Con la ayuda de Logan, logró crear un conjunto de canciones en dos días, y el trabajo se llamó Fall Out Boy's Evening Out with Your Girlfriend. Al ser una grabación apurada con canciones sin poder desarrollar del todo, la banda quedó descontenta con el trabajo. Posteriormente, el grupo se embarcó en una gira de dos semanas con Spitalfield, e invitaron a Hurley para llevar la posición de batería. La banda empezó a enviar tres canciones del split que no habían publicado a discográficas. En el proceso, Bob McLynn de Crush Management se convirtió en el mánager del grupo. Poco después el grupo volvió al estudio para grabar más pistas con Sean O'Keefe para así llamar la atención de las discográficas. John Janick de Fueled by Ramen escuchó una versión temprana de una canción en internet e hizo una llamada en frío al grupo en su apartamento. Primero habló con Stump, y luego con Wentz durante una hora. Finalmente, Rob Stevenson de Island Records le ofreció a la banda un trato de tipo incubadora. En este trato, le iban a dar dinero al grupo para firmar con Fueled by Ramen para publicar su álbum debut, y luego para el segundo disco ya los enviarían a la radio. Al momento, Fueled by Ramen, la discográfica independiente más pequeña que quería fichar a la banda, publicó el primer álbum del grupo y ayudó a construir y expandir la fanbase de Fall Out Boy antes de pasar a Island Records. Aunque la banda se aseguró la inversión de la discográfica, el éxito que vieron no fue inmediato.

## Grabación y producción

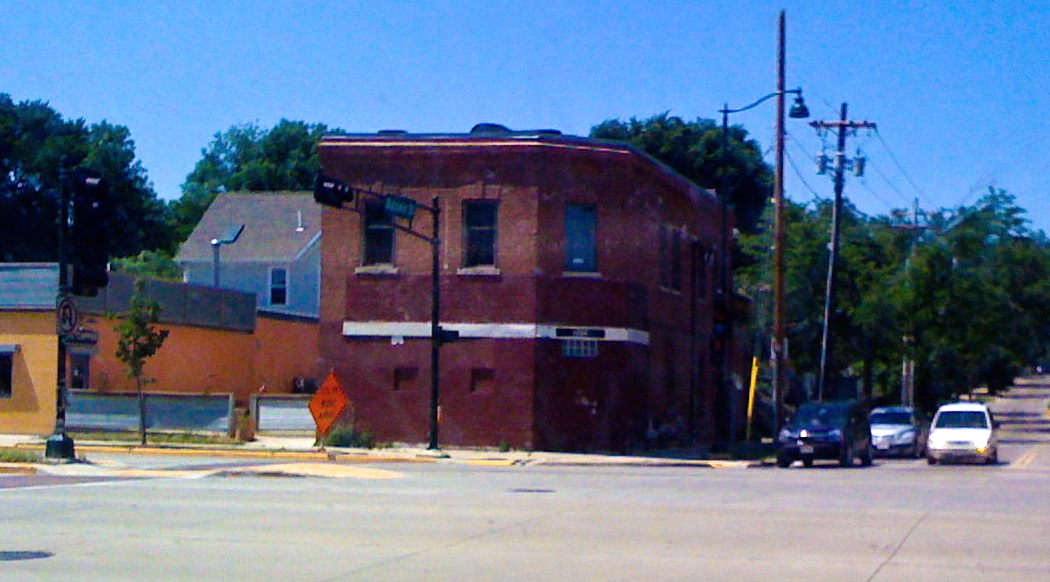
Take This to Your Grave se grabó en el ahora cerrado Smart Studios

La preproducción se realizó en un almacén que el grupo usaba por la noche, y ahí discutían como querían que sonaran las canciones. Muchas de estas no encajaron en el disco, y aunque el grupo en un principio planeó usarlas en futuros trabajos, terminaron abandonándolas. Nuevamente la banda se asoció con O'Keefe en el Smart Studios en Madison, y ahí reunieron tres demos que habían trabajado anteriormente y grabaron siete canciones más en nueve días. Según Stump, la banda "dormía en cualquier lugar donde pudieran bañarse [...] Había una chica con quien la novia de Andy iba a la universidad, y nos dejaba dormir en el piso, y estábamos ahí por cuatro horas, era una locura". De acuerdo con Wentz: "mentíamos a nuestros padres sobre lo que estábamos haciendo. Se suponía que yo estaba en la escuela. No tenía acceso a dinero ni a una tarjeta de crédito. No creo que ninguno de nosotros lo haya hecho. El estudio de grabación le proporcionaba soda en el proceso de grabación, pero la banda pasaba hambre, Wentz declaró al respecto: "Estábamos en plan, ¿Pueden tomar ese dinero de los refrescos y comprarnos mantequilla de maní, mermelada y pan?, y lo hicieron". El objetivo de la banda con Take This to Your Grave era crear un álbum que fuese perfecto y bueno de una canción a otra como Through Being Cool de Saves the Day.
O'Keefe pagó por su cuenta el tiempo que la banda paso en el estudio. El comentó que hacer el disco fue como "ir a la guerra", y que estar con el resto de la banda grabando se sentía como estar juntos en las trincheras. El proceso de creación tuvo sus dificultades: "No siempre es algo alegre: hay mucho tire y afloje y cada uno de ellos tratando de conseguir lo suyo." O'Keefe mencionó que nunca dejaron pasar nada por alto hasta que los Stump, Wentz y él estuviesen de acuerdo. Wentz declaró que fue increíble grabar en el estudio de Butch Vig, y ver la placa de certificación de Nevermind de Nirvana. Al grupo le mostraron el micrófono con el que se grabó ese álbum, pero no pudieron usarlo ya que solo Shirley Manson del grupo Gargabe podía utilizarlo. La banda recibió una inversión de 40 000 dólares por parte de Island Records para crear el disco, pero este se completó por 18 000.

## Crítica
El sitio Sputnikmusic le dio una buena revisión y dijo que: la producción está bien, y no se toca en exceso que es lo que ayuda a la superficie de la sensación un poco cruda. Este es un buen disco, sin dejar de ser ellos mismos. Lo cierto es, no es en absoluto original, pero se siente algo personal, por lo que es más fácil de disfrutar. El crítico de AbsolutePunk elogio al álbum y cometo que: Todo se hace perfectamente en este disco, de la cantidad adecuada para la producción de la balanza de instrumentos duros golpes y la bondad del pop. Claro, las letras son prácticamente de un niño de corazón roto, pero son, sin duda, todas las cosas que hemos relacionado con un punto y otro, Pete Wentz es similar a Max Bemis en la forma en que permite que el oyente sabe exactamente cómo es.

## Lista de canciones
| N.º   | Título                                                        | Duración |  |
| 1.    | «"Tell That Mick He Just Made My List of Things to Do Today"» | 3:30     |  |
| 2.    | «Dead On Arrival»                                             | 3:14     |  |
| 3.    | «Grand Theft Autumn / Where is Your Boy?»                     | 3:11     |  |
| 4.    | «Saturday»                                                    | 3:36     |  |
| 5.    | «Homesick at Space Camp»                                      | 3:08     |  |
| 6.    | «Sending Postcards from a Plane Crash (Wish You Were Here)»   | 2:56     |  |
| 7.    | «Chicago Is So Two Years Ago»                                 | 3:19     |  |
| 8.    | «The Pros and Cons of Breathing»                              | 3:21     |  |
| 9.    | «Grenade Jumper»                                              | 2:58     |  |
| 10.   | «Calm Before the Storm»                                       | 4:29     |  |
| 11.   | «Reinventing the Wheel to Run Myself Over»                    | 2:21     |  |
| 12.   | «The Patron Saint of Liars and Fakes»                         | 3:19     |  |
| 39:26 |                                                               |          |  |

## Listas musicales
| Lista (2004/2005/2006)            | Posición |
| --------------------------------- | -------- |
| UK Albums Chart                   | 96       |
| U.S. Billboard Heatseekers Album  | 11       |
| U.S. Billboard Independent Albums | 18       |
| U.S. Billboard Catalog Albums     | 10       |

## Certificaciones
| País           | Organismo certificador | Certificación | Ventas certificadas | Ref.  |
| -------------- | ---------------------- | ------------- | ------------------- | ----- |
| Estados Unidos | RIAA                   | Oro           | 500 000             | [ 7 ] |
| Reino Unido    | BPI                    | Oro           | 100 000             |       |

## Créditos
- Patrick Stump: Voz, guitarra rítmica
- Pete Wentz: Bajo, coros, voz gutural
- Joe Trohman: Guitarra principal
- Andrew Hurley: Batería, percusión